# Canoë-kayak aux Jeux olympiques d'été de 2024 - KX1 femmes (slalom)
Cet article traite de l'épreuve féminine. Pour la compétition masculine, voir Canoë-kayak aux Jeux olympiques d'été de 2024 - KX1 hommes (slalom).
Navigation
Los Angeles 2028
L'épreuve féminine du KX1, ou kayak-cross,  des Jeux olympiques d'été de 2024 se déroule du 3 au 5 août au stade nautique de Vaires-sur-Marne, à environ 30 km à l'Est de Paris. C'est la première fois que cette épreuve est au programme des Jeux.

## Médaillées
| Or               | Argent           | Bronze                |
| Noemie Fox (AUS) | Angèle Hug (FRA) | Kimberley Woods (GBR) |

## Programme
| Date            | Horaire  | Manche           |
| --------------- | -------- | ---------------- |
| Samedi 3 août   | 15 h 30  | Contre-la-montre |
| Dimanche 4 août | 15 h 30  | Éliminatoires    |
| Lundi 5 août    | 15 h 30  | Quarts de finale |
| Lundi 5 août    | à suivre | Demi-finale      |
| Lundi 5 août    | à suivre | 3e place         |
| Lundi 5 août    | à suivre | Finale           |

## Format de la compétition
Cette épreuve qui est au programme des Jeux olympiques pour la première fois, consiste en une course opposant 4 kayakistes, un peu comme en ski cross ou le BMX. La fédération internationale de canoë a d'ailleurs décidé que cette discipline serait nommée kayak cross.
La compétition débute par un contre-la-montre individuel dont le classement sert à déterminer les têtes de série pour les épreuves éliminatoires. Lors ce celles-ci, les 4 concurrents se trouvent dans leurs embarcations sur une rampe située à plus de deux mètres au-dessus de l’eau. Quand le départ est donné, ils chutent dans l'eau puis doivent effectuer un parcours en franchissant des portes en aval et en amont ainsi qu'un escamotage (faire chavirer le kayak puis à le remettre à flot) dans un secteur imposé. Les contacts entre les kayaks sont autorisés. Les deux premiers qui franchissent la ligne d’arrivée se qualifient pour le tour suivant.

## Résultats détaillés

### Contre-la-montre
| Rang | Dossard | Athlète                   | Temps   | Notes   |
| ---- | ------- | ------------------------- | ------- | ------- |
| 1    | 4       | Camille Prigent (FRA)     | 70 s 33 |         |
| 2    | 3       | Jessica Fox (AUS)         | 70 s 84 |         |
| 3    | 21      | Mallory Franklin (GBR)    | 71 s 85 |         |
| 4    | 15      | Luuka Jones (NZL)         | 72 s 10 |         |
| 5    | 12      | Ana Sátila (BRA)          | 72 s 64 |         |
| 6    | 19      | Evy Leibfarth (USA)       | 72 s 66 |         |
| 7    | 5       | Ricarda Funk (GER)        | 72 s 89 |         |
| 8    | 10      | Noemie Fox (AUS)          | 73 s 09 |         |
| 9    | 6       | Mònica Dòria (AND)        | 73 s 15 |         |
| 10   | 8       | Angèle Hug (FRA)          | 73 s 27 |         |
| 11   | 31      | Antonie Galušková (CZE)   | 73 s 75 |         |
| 12   | 2       | Eva Terčelj (SLO)         | 74 s 00 |         |
| 13   | 16      | Elena Lilik (GER)         | 74 s 19 |         |
| 14   | 27      | Lena Teunissen (NED)      | 74 s 24 |         |
| 15   | 22      | Miren Lazkano (ESP)       | 74 s 77 |         |
| 16   | 1       | Kimberley Woods (GBR)     | 74 s 98 |         |
| 17   | 7       | Stefanie Horn (ITA)       | 75 s 19 |         |
| 18   | 18      | Klaudia Zwolińska (POL)   | 75 s 19 |         |
| 19   | 9       | Maialen Chourraut (ESP)   | 75 s 23 |         |
| 20   | 13      | Eliška Mintálová (SVK)    | 75 s 26 |         |
| 21   | 29      | Eva Alina Hočevar (SLO)   | 76 s 48 |         |
| 22   | 30      | Corinna Kuhnle (AUT)      | 76 s 55 |         |
| 23   | 36      | Chang Chu-han (TPE)       | 76 s 58 |         |
| 24   | 24      | Carole Bouzidi (ALG)      | 76 s 68 |         |
| 25   | 37      | Li Shiting (CHN)          | 77 s 40 |         |
| 26   | 14      | Viktoriia Us (UKR)        | 78 s 18 |         |
| 27   | 11      | Alena Marx (SUI)          | 78 s 29 |         |
| 28   | 35      | Marta Bertoncelli (ITA)   | 78 s 38 |         |
| 29   | 23      | Martina Wegman (NED)      | 78 s 64 |         |
| 30   | 17      | Zuzana Paňková (SVK)      | 79 s 36 |         |
| 31   | 32      | Aki Yazawa (JPN)          | 79 s 96 |         |
| 32   | 25      | Viktoria Wolffhardt (AUT) | 80 s 83 |         |
| 33   | 20      | Tereza Fišerová (CZE)     | 81 s 17 |         |
| 34   | 28      | Sofía Reinoso (MEX)       | 82 s 99 |         |
| 35   | 33      | Madison Corcoran (IRL)    | 83 s 49 |         |
| 36   | 34      | Haruka Okazaki (JPN)      | 84 s 16 |         |
| 37   | 26      | Lois Betteridge (CAN)     | 79 s 76 | FLT (R) |

### Premier tour
Les deux premières de chaque série se qualifient pour les séries (Q), les suivantes vont au repêchage (R).
| Rang | Dossard | Athlète               | Time       |
| ---- | ------- | --------------------- | ---------- |
| 1    | 1       | Camille Prigent (FRA) | Q          |
| 2    | 12      | Eva Terčelj (SLO)     | Q          |
| 3    | 33      | Tereza Fišerová (CZE) | R, FLT (8) |

| Rang | Dossard | Athlète                   | Time |
| ---- | ------- | ------------------------- | ---- |
| 1    | 13      | Elena Lilik (GER)         | Q    |
| 2    | 2       | Jessica Fox (AUS)         | Q    |
| 3    | 32      | Viktoria Wolffhardt (AUT) | R    |

| Rang | Dossard | Athlète                   | Time       |
| ---- | ------- | ------------------------- | ---------- |
| 1    | 3       | Mallory Franklin (GBR)    | Q          |
| 2    | 14      | Lena Teunissen (nl) (NED) | Q          |
| 3    | 31      | Aki Yazawa (JPN)          | R, FLT (4) |

| Rang | Dossard | Athlète              | Time |
| ---- | ------- | -------------------- | ---- |
| 1    | 15      | Miren Lazkano (ESP)  | Q    |
| 2    | 4       | Luuka Jones (NZL)    | Q    |
| 3    | 30      | Zuzana Paňková (SVK) | R    |

| Rang | Dossard | Athlète               | Time       |
| ---- | ------- | --------------------- | ---------- |
| 1    | 16      | Kimberley Woods (GBR) | Q          |
| 2    | 29      | Martina Wegman (NED)  | Q          |
| 3    | 5       | Ana Sátila (BRA)      | R, FLT (8) |

| Rang | Dossard | Athlète                 | Time       |
| ---- | ------- | ----------------------- | ---------- |
| 1    | 6       | Evy Leibfarth (USA)     | Q          |
| 2    | 28      | Marta Bertoncelli (ITA) | Q          |
| 3    | 17      | Stefanie Horn (ITA)     | R, FLT (2) |

| Rang | Dossard | Athlète                 | Time |
| ---- | ------- | ----------------------- | ---- |
| 1    | 7       | Ricarda Funk (GER)      | Q    |
| 2    | 27      | Alena Marx (SUI)        | Q    |
| 3    | 18      | Klaudia Zwolińska (POL) | R    |

| Rang | Dossard | Athlète                 | Time       |
| ---- | ------- | ----------------------- | ---------- |
| 1    | 8       | Noemie Fox (AUS)        | Q          |
| 2    | 26      | Viktoriia Us (UKR)      | Q          |
| 3    | 19      | Maialen Chourraut (ESP) | R          |
| 4    | 37      | Lois Betteridge (CAN)   | R, FLT (4) |

| Rang | Dossard | Athlète                | Time       |
| ---- | ------- | ---------------------- | ---------- |
| 1    | 9       | Mònica Dòria (AND)     | Q          |
| 2    | 20      | Eliška Mintálová (SVK) | Q          |
| 3    | 25      | Li Shiting (CHN)       | R          |
| 4    | 36      | Haruka Okazaki (JPN)   | R, FLT (1) |

| Rang | Dossard | Athlète                 | Time       |
| ---- | ------- | ----------------------- | ---------- |
| 1    | 10      | Angèle Hug (FRA)        | Q          |
| 2    | 24      | Carole Bouzidi (ALG)    | Q          |
| 3    | 21      | Eva Alina Hočevar (SLO) | R, FLT (6) |
| 4    | 35      | Madison Corcoran (IRL)  | R, FLT (6) |

| \| Rang \| Dossard \| Athlète \| Time \| \| ---- \| ------- \| ----------------------- \| -------------- \| \| 1 \| 11 \| Antonie Galušková (CZE) \| Q \| \| 2 \| 34 \| Sofía Reinoso (MEX) \| Q \| \| 3 \| 23 \| Chang Chu-han (TPE) \| R \| \| 4 \| 22 \| Corinna Kuhnle (AUT) \| R, FLT (R,2,3) \| |         |                         |                |
| Rang | Dossard | Athlète                 | Time           |
| 1 | 11      | Antonie Galušková (CZE) | Q              |
| 2 | 34      | Sofía Reinoso (MEX)     | Q              |
| 3 | 23      | Chang Chu-han (TPE)     | R              |
| 4 | 22      | Corinna Kuhnle (AUT)    | R, FLT (R,2,3) |

### Repêchage
Les deux premières de chaque série se qualifient pour les séries éliminatoires (Q).
| Rang | Dossard | Athlète               | Notes |
| ---- | ------- | --------------------- | ----- |
| 1    | 5       | Ana Sátila (BRA)      | Q     |
| 2    | 37      | Lois Betteridge (CAN) | Q     |
| 3    | 22      | Corinna Kuhnle (AUT)  |       |

| Rang | Dossard | Athlète              | Notes |
| ---- | ------- | -------------------- | ----- |
| 1    | 17      | Stefanie Horn (ITA)  | Q     |
| 2    | 23      | Chang Chu-han (TPE)  | Q     |
| 3    | 36      | Haruka Okazaki (JPN) |       |

| Rang | Dossard | Athlète                 | Notes   |
| ---- | ------- | ----------------------- | ------- |
| 1    | 18      | Klaudia Zwolińska (POL) | Q       |
| 2    | 35      | Madison Corcoran (IRL)  | Q       |
| 3    | 25      | Li Shiting (CHN)        | FLT (8) |

| Rang | Dossard | Athlète                 | Notes |
| ---- | ------- | ----------------------- | ----- |
| 1    | 33      | Tereza Fišerová (CZE)   | Q     |
| 2    | 19      | Maialen Chourraut (ESP) | Q     |
| 3    | 30      | Zuzana Paňková (SVK)    |       |

| \| Rang \| Dossard \| Athlète \| Notes \| \| ---- \| ------- \| ------------------------- \| ----- \| \| 1 \| 21 \| Eva Alina Hočevar (SLO) \| Q \| \| 2 \| 32 \| Viktoria Wolffhardt (AUT) \| Q \| \| 3 \| 31 \| Aki Yazawa (JPN) \| \| |         |                           |       |
| Rang | Dossard | Athlète                   | Notes |
| 1 | 21      | Eva Alina Hočevar (SLO)   | Q     |
| 2 | 32      | Viktoria Wolffhardt (AUT) | Q     |
| 3 | 31      | Aki Yazawa (JPN)          |       |

### Séries
Les deux premières de chaque série se qualifient pour les quarts de finale (Q).
| Rang | Dossard | Athlète                | Notes   |
| ---- | ------- | ---------------------- | ------- |
| 1    | 1       | Camille Prigent (FRA)  | Q       |
| 2    | 17      | Carole Bouzidi (ALG)   | Q       |
| 3    | 32      | Lois Betteridge (CAN)  |         |
| 4    | 16      | Eliška Mintálová (SVK) | FLT (8) |

| Rang | Dossard | Athlète                 | Notes   |
| ---- | ------- | ----------------------- | ------- |
| 1    | 9       | Elena Lilik (GER)       | Q       |
| 2    | 24      | Stefanie Horn (ITA)     | Q       |
| 3    | 25      | Klaudia Zwolińska (POL) |         |
| 4    | 8       | Antonie Galušková (CZE) | FLT (R) |

| Rang | Dossard | Athlète                 | Notes |
| ---- | ------- | ----------------------- | ----- |
| 1    | 5       | Noemie Fox (AUS)        | Q     |
| 2    | 28      | Maialen Chourraut (ESP) | Q     |
| 3    | 21      | Martina Wegman (NED)    |       |
| 4    | 12      | Jessica Fox (AUS)       |       |

| Rang | Dossard | Athlète                 | Notes   |
| ---- | ------- | ----------------------- | ------- |
| 1    | 13      | Luuka Jones (NZL)       | Q       |
| 2    | 4       | Ricarda Funk (GER)      | Q       |
| 3    | 20      | Marta Bertoncelli (ITA) |         |
| 4    | 29      | Chang Chu-han (TPE)     | FLT (R) |

| Rang | Dossard | Athlète                   | Notes |
| ---- | ------- | ------------------------- | ----- |
| 1    | 3       | Evy Leibfarth (USA)       | Q     |
| 2    | 19      | Alena Marx (SUI)          | Q     |
| 3    | 14      | Eva Terčelj (SLO)         |       |
| 4    | 30      | Viktoria Wolffhardt (AUT) |       |

| Rang | Dossard | Athlète               | Notes |
| ---- | ------- | --------------------- | ----- |
| 1    | 11      | Kimberley Woods (GBR) | Q     |
| 2    | 6       | Mònica Dòria (AND)    | Q     |
| 3    | 27      | Tereza Fišerová (CZE) |       |
| 4    | 22      | Sofía Reinoso (MEX)   |       |

| Rang | Dossard | Athlète                 | Notes   |
| ---- | ------- | ----------------------- | ------- |
| 1    | 7       | Angèle Hug (FRA)        | Q       |
| 2    | 23      | Ana Sátila (BRA)        | Q       |
| 3    | 10      | Miren Lazkano (ESP)     |         |
| 4    | 26      | Eva Alina Hočevar (SLO) | FLT (6) |

| Rang | Dossard | Athlète                | Notes |
| ---- | ------- | ---------------------- | ----- |
| 1    | 2       | Mallory Franklin (GBR) | Q     |
| 2    | 18      | Viktoriia Us (UKR)     | Q     |
| 3    | 15      | Lena Teunissen (NED)   |       |
| 4    | 31      | Madison Corcoran (IRL) |       |

### Quarts de finale
Les deux premiers de chaque série se qualifient pour les demi-finales (QD).
| Rang | Dossard | Athlète               | Notes |
| ---- | ------- | --------------------- | ----- |
| 1    | 9       | Elena Lilik (GER)     | QD    |
| 2    | 17      | Carole Bouzidi (ALG)  | QD    |
| 3    | 1       | Camille Prigent (FRA) |       |
| 4    | 24      | Stefanie Horn (ITA)   |       |

| Rang | Dossard | Athlète                 | Notes   |
| ---- | ------- | ----------------------- | ------- |
| 1    | 5       | Noemie Fox (AUS)        | QD      |
| 2    | 13      | Luuka Jones (NZL)       | QD      |
| 3    | 28      | Maialen Chourraut (ESP) |         |
| 4    | 4       | Ricarda Funk (GER)      | FLT (5) |

| Rang | Dossard | Athlète               | Notes   |
| ---- | ------- | --------------------- | ------- |
| 1    | 11      | Kimberley Woods (GBR) | QD      |
| 2    | 19      | Alena Marx (SUI)      | QD      |
| 3    | 3       | Evy Leibfarth (USA)   |         |
| 4    | 6       | Mònica Dòria (AND)    | FLT (2) |

| Rang | Dossard | Athlète                | Notes   |
| ---- | ------- | ---------------------- | ------- |
| 1    | 7       | Angèle Hug (FRA)       | QD      |
| 2    | 23      | Ana Sátila (BRA)       | QD      |
| 3    | 18      | Viktoriia Us (UKR)     |         |
| 4    | 2       | Mallory Franklin (GBR) | FLT (R) |

### Demi-finales
Les deux premiers de chaque demi-finale se qualifient pour la finale (QF).
| Rang | Dossard | Athlète              | Notes   |
| ---- | ------- | -------------------- | ------- |
| 1    | 5       | Noemie Fox (AUS)     | QF      |
| 2    | 9       | Elena Lilik (GER)    | QF      |
| 3    | 17      | Carole Bouzidi (ALG) | FLT (6) |
| 4    | 13      | Luuka Jones (NZL)    | FLT (5) |

| Rang | Dossard | Athlète               | Notes |
| ---- | ------- | --------------------- | ----- |
| 1    | 11      | Kimberley Woods (GBR) | QF    |
| 2    | 7       | Angèle Hug (FRA)      | QF    |
| 3    | 23      | Ana Sátila (BRA)      |       |
| 4    | 19      | Alena Marx (SUI)      |       |

### Finales
| Rang | Dossard | Athlète               | Notes   |
| ---- | ------- | --------------------- | ------- |
| 1    | 5       | Noemie Fox (AUS)      |         |
| 2    | 7       | Angèle Hug (FRA)      |         |
| 3    | 11      | Kimberley Woods (GBR) |         |
| 4    | 9       | Elena Lilik (GER)     | FLT (2) |

| Rang | Dossard | Athlète              | Notes |
| ---- | ------- | -------------------- | ----- |
| 5    | 13      | Luuka Jones (NZL)    |       |
| 6    | 19      | Alena Marx (SUI)     |       |
| 7    | 17      | Carole Bouzidi (ALG) |       |
| 8    | 23      | Ana Sátila (BRA)     |       |